# Campionati europei di atletica leggera indoor

In verde, le nazioni che hanno ospitato almeno un'edizione dei campionati europei di atletica leggera indoor

I Campionati europei di atletica leggera indoor (in inglese European Athletics Indoor Championships) sono una competizione continentale organizzata dalla European Athletic Association. L'evento ha cadenza biennale e si svolge negli anni dispari.
I Campionati europei di atletica leggera indoor si sono svolti per la prima volta nel 1970, in sostituzione dei Giochi europei indoor che si sono svolti dal 1966 al 1969 per quattro edizioni.
Essi hanno avuto luogo annualmente in diverse città europee fino al 1990 quando i campionati sono diventati un evento biennale. Dopo l'edizione del 2002 sono passati 3 anni fino all'edizione successiva; questo fu fatto per sincronizzare l'evento con gli altri eventi internazionali di atletica leggera.

## Giochi europei indoor
| Edizione | Anno | Città    | Nazione        | Data          | Sede                     |
| -------- | ---- | -------- | -------------- | ------------- | ------------------------ |
| 1        | 1966 | Dortmund | Germania Ovest | 27 marzo      | Westfalenhallen          |
| 2        | 1967 | Praga    | Cecoslovacchia | 11 - 12 marzo | Sportovni hala           |
| 3        | 1968 | Madrid   | Spagna         | 9 - 10 marzo  | Palacio de Deportes      |
| 4        | 1969 | Belgrado | Jugoslavia     | 8 - 9 marzo   | Hala I Beogradskog sajma |

## Campionati europei di atletica leggera indoor
| Edizione | Anno | Città             | Nazione        | Data                   | Sede                              |
| -------- | ---- | ----------------- | -------------- | ---------------------- | --------------------------------- |
| 1        | 1970 | Vienna            | Austria        | 14 - 15 marzo          | Wiener Stadthalle                 |
| 2        | 1971 | Sofia             | Bulgaria       | 13 - 14 marzo          | Festiwalna                        |
| 3        | 1972 | Grenoble          | Francia        | 11 - 12 marzo          | Palais des Sports                 |
| 4        | 1973 | Rotterdam         | Paesi Bassi    | 10 - 11 marzo          | Ahoy Rotterdam                    |
| 5        | 1974 | Göteborg          | Svezia         | 9 - 10 marzo           | Scandinavium                      |
| 6        | 1975 | Katowice          | Polonia        | 8 - 9 marzo            | Spodek                            |
| 7        | 1976 | Monaco di Baviera | Germania Ovest | 21 - 22 febbraio       | Olympiahalle                      |
| 8        | 1977 | San Sebastián     | Spagna         | 12 - 13 marzo          | Velódromo de Anoeta               |
| 9        | 1978 | Milano            | Italia         | 11 - 12 marzo          | Palasport di San Siro             |
| 10       | 1979 | Vienna            | Austria        | 24 - 25 febbraio       | Ferry-Dusika-Hallenstadion        |
| 11       | 1980 | Sindelfingen      | Germania Ovest | 1º - 2 marzo           | Glaspalast Sindelfingen           |
| 12       | 1981 | Grenoble          | Francia        | 21 - 22 febbraio       | Palais des Sports                 |
| 13       | 1982 | Milano            | Italia         | 6 - 7 marzo            | Palasport di San Siro             |
| 14       | 1983 | Budapest          | Ungheria       | 5 - 6 marzo            | Budapest Sportcsarnok             |
| 15       | 1984 | Göteborg          | Svezia         | 3 - 4 marzo            | Scandinavium                      |
| 16       | 1985 | Il Pireo          | Grecia         | 2 - 3 marzo            | Stadio della pace e dell'amicizia |
| 17       | 1986 | Madrid            | Spagna         | 22 - 23 febbraio       | Palacio de Deportes               |
| 18       | 1987 | Liévin            | Francia        | 21 - 22 febbraio       | Stade Couvert Régional            |
| 19       | 1988 | Budapest          | Ungheria       | 5 - 6 marzo            | Budapest Sportcsarnok             |
| 20       | 1989 | L'Aia             | Paesi Bassi    | 18 - 19 febbraio       | Houtrust                          |
| 21       | 1990 | Glasgow           | Regno Unito    | 3 - 4 marzo            | Kelvin Hall Arena                 |
| 22       | 1992 | Genova            | Italia         | 28 febbraio - 1º marzo | Palasport di Genova               |
| 23       | 1994 | Parigi            | Francia        | 11 - 13 marzo          | Palais omnisports de Paris-Bercy  |
| 24       | 1996 | Stoccolma         | Svezia         | 8 - 10 marzo           | Globen                            |
| 25       | 1998 | Valencia          | Spagna         | 27 febbraio - 1º marzo | Velodromo Luis Puig               |
| 26       | 2000 | Gand              | Belgio         | 25 - 27 febbraio       | Flanders Sports Arena             |
| 27       | 2002 | Vienna            | Austria        | 1º - 3 marzo           | Ferry-Dusika-Hallenstadion        |
| 28       | 2005 | Madrid            | Spagna         | 4 - 6 marzo            | Palacio de Deportes               |
| 29       | 2007 | Birmingham        | Regno Unito    | 2 - 4 marzo            | National Indoor Arena             |
| 30       | 2009 | Torino            | Italia         | 6 - 8 marzo            | Oval Lingotto                     |
| 31       | 2011 | Parigi            | Francia        | 4 - 6 marzo            | Palais omnisports de Paris-Bercy  |
| 32       | 2013 | Göteborg          | Svezia         | 28 febbraio - 3 marzo  | Scandinavium                      |
| 33       | 2015 | Praga             | Rep. Ceca      | 5 - 8 marzo            | O2 Arena                          |
| 34       | 2017 | Belgrado          | Serbia         | 3 - 5 marzo            | Kombank Arena                     |
| 35       | 2019 | Glasgow           | Regno Unito    | 1º - 3 marzo           | Emirates Arena                    |
| 36       | 2021 | Toruń             | Polonia        | 4 - 7 marzo            | Arena Toruń                       |
| 37       | 2023 | Istanbul          | Turchia        | 2 - 5 marzo            | Ataköy Athletics Arena            |
| 38       | 2025 | Apeldoorn         | Paesi Bassi    | 6 - 9 marzo            | Omnisport Apeldoorn               |
| 39       | 2027 | Valencia          | Spagna         | 4 - 7 marzo            | Velodromo Luis Puig               |

## Record dei campionati

### Maschili
Statistiche aggiornate a Istanbul 2023.
| Specialità        | Prestazione | Atleta                                                  | Nazione                  | Data             | Luogo                  |         |
| ----------------- | --- | ------------------------------------------------------- | ------------------------ | ---------------- | ---------------------- | ------- |
| 60 m piani        | 6"42 | Dwain Chambers                                          | Gran Bretagna            | 7 marzo 2009     | Torino, Italia         |         |
| 200 m piani       | 20"36 | Bruno Marie-Rose                                        | Francia                  | 22 febbraio 1987 | Liévin, Francia        |         |
| 400 m piani       | 45"05 | Karsten Warholm                                         | Norvegia                 | 2 marzo 2019     | Glasgow, Regno Unito   |         |
| 800 m piani       | 1'44"78 | Paweł Czapiewski                                        | Polonia                  | 3 marzo 2002     | Vienna, Austria        |         |
| 1 500 m piani     | 3'33"95 | Jakob Ingebrigtsen                                      | Norvegia                 | 3 marzo 2023     | Istanbul, Turchia      |         |
| 3 000 m piani     | 7'38"42 | Ali Kaya                                                | Turchia                  | 7 marzo 2015     | Praga, Repubblica Ceca |         |
| 60 m ostacoli     | 7"39 | Colin Jackson                                           | Regno Unito              | 12 marzo 1994    | Parigi, Francia        |         |
| Salto in alto     | 2,40 m | Stefan Holm                                             | Svezia                   | 6 marzo 2005     | Madrid, Spagna         |         |
| Salto con l'asta  | 6,05 m | Armand Duplantis                                        | Svezia                   | 7 marzo 2021     | Toruń, Polonia         |         |
| Salto in lungo    | 8,71 m | Sebastian Bayer                                         | Germania                 | 8 marzo 2009     | Torino, Italia         |         |
| Salto triplo      | 17,92 m | Teddy Tamgho                                            | Francia                  | 6 marzo 2011     | Parigi, Francia        |         |
| Getto del peso    | 22,19 m | Ulf Timmermann                                          | Germania Est             | 21 febbraio 1987 | Liévin, Francia        |         |
| Eptathlon         | 6 479 punti | Kévin Mayer                                             | Francia                  | 5 marzo 2017     | Belgrado, Serbia       |         |
| Eptathlon         | \| 60 m \| Lungo \| Peso \| Alto \| 60 m hs \| Asta \| 1000 m \| \| ---- \| ------ \| ------- \| ------ \| ------- \| ------ \| ------- \| \| 6"95 \| 7,54 m \| 15,66 m \| 2,10 m \| 7"88 \| 5,40 m \| 2'41"08 \| |                                                         |                          |                  |                        |         |
| Marcia 5 000 m    | 18'19"97 | Giovanni De Benedictis                                  | Italia                   | 28 febbraio 1992 | Genova, Italia         |         |
| Staffetta 4×400 m | 3'02"87 | Julien Watrin Dylan Borlée Jonathan Borlée Kevin Borlée | Belgio Squadra nazionale | 8 marzo 2015     | Praga, Repubblica Ceca |         |
| 60 m              | Lungo | Peso                                                    | Alto                     | 60 m hs          | Asta                   | 1000 m  |
| 6"95              | 7,54 m | 15,66 m                                                 | 2,10 m                   | 7"88             | 5,40 m                 | 2'41"08 |

### Femminili
Statistiche aggiornate a Istanbul 2023.
| Specialità        | Prestazione | Atleta                                                    | Nazione                       | Data             | Luogo                   |
| ----------------- | --- | --------------------------------------------------------- | ----------------------------- | ---------------- | ----------------------- |
| 60 m piani        | 7"00 | Nelli Cooman                                              | Paesi Bassi                   | 23 febbraio 1986 | Madrid, Spagna          |
| 60 m piani        | 7"00 | Mujinga Kambundji                                         | Svizzera                      | 3 marzo 2023     | Istanbul, Turchia       |
| 200 m piani       | 22"39 | Marita Koch                                               | Germania Est                  | 5 marzo 1983     | Budapest, Ungheria      |
| 400 m piani       | 49"59 | Jarmila Kratochvílová                                     | Cecoslovacchia                | 7 marzo 1982     | Milano, Italia          |
| 800 m piani       | 1'55"82 | Jolanda Čeplak                                            | Slovenia                      | 3 marzo 2002     | Vienna, Austria         |
| 1 500 m piani     | 4'02"39 | Laura Muir                                                | Gran Bretagna                 | 4 marzo 2017     | Belgrado, Serbia        |
| 3 000 m piani     | 8'30"61 | Laura Muir                                                | Gran Bretagna                 | 1 marzo 2019     | Glasgow, Regno Unito    |
| 60 m ostacoli     | 7"74 | Ludmila Narožilenko                                       | Unione Sovietica              | 4 marzo 1990     | Glasgow, Regno Unito    |
| Salto in alto     | 2,05 m | Tia Hellebaut                                             | Belgio                        | 3 marzo 2007     | Birmingham, Regno Unito |
| Salto con l'asta  | 4,90 m | Elena Isinbaeva                                           | Russia                        | 6 marzo 2005     | Madrid, Spagna          |
| Salto in lungo    | 7,30 m | Heike Drechsler                                           | Germania Est                  | 5 marzo 1988     | Budapest, Ungheria      |
| Salto triplo      | 15,16 m | Ashia Hansen                                              | Gran Bretagna                 | 28 febbraio 1998 | Valencia, Spagna        |
| Getto del peso    | 21,46 m | Helena Fibingerová                                        | Cecoslovacchia                | 13 marzo 1977    | San Sebastián, Spagna   |
| Pentathlon        | 5 055 punti | Nafissatou Thiam                                          | Belgio                        | 3 marzo 2023     | Istanbul, Turchia       |
| Pentathlon        | \| 60 m hs \| Alto \| Peso \| Lungo \| 800 m \| \| ------- \| ------ \| ------- \| ------ \| ------- \| \| 8"23 \| 1,92 m \| 15,54 m \| 6,59 m \| 2'13"60 \| |                                                           |                               |                  |                         |
| Marcia 3 000 m    | 11'49"99 | Alina Ivanova                                             | Squadra Unificata             | 29 febbraio 1992 | Genova, Italia          |
| Staffetta 4×400 m | 3'25"66 | Lieke Klaver Eveline Saalberg Cathelijn Peeters Femke Bol | Paesi Bassi Squadra nazionale | 5 marzo 2023     | Istanbul, Turchia       |
| 60 m hs           | Alto | Peso                                                      | Lungo                         | 800 m            |                         |
| 8"23              | 1,92 m | 15,54 m                                                   | 6,59 m                        | 2'13"60          |                         |

## Medagliere generale
Statistiche aggiornate a Istanbul 2023.
Nota: sono in corsivo le nazioni non più esistenti
| Posizione | Paese                       | Oro | Argento | Bronzo | Totale |
| --------- | --------------------------- | --- | ------- | ------ | ------ |
| 1         | Unione Sovietica            | 91  | 87      | 84     | 262    |
| 2         | Gran Bretagna               | 75  | 66      | 54     | 195    |
| 3         | Germania Est                | 71  | 75      | 48     | 194    |
| 4         | Germania Ovest              | 60  | 61      | 48     | 169    |
| 5         | Polonia                     | 60  | 59      | 80     | 199    |
| 6         | Russia                      | 59  | 48      | 42     | 149    |
| 7         | Francia                     | 50  | 51      | 69     | 170    |
| 8         | Spagna                      | 34  | 49      | 38     | 121    |
| 9         | Italia                      | 32  | 40      | 33     | 105    |
| 10        | Germania                    | 30  | 43      | 44     | 117    |
| 11        | Cecoslovacchia              | 29  | 23      | 23     | 75     |
| 12        | Bulgaria                    | 28  | 30      | 34     | 92     |
| 13        | Paesi Bassi                 | 26  | 19      | 25     | 70     |
| 14        | Romania                     | 23  | 35      | 36     | 94     |
| 15        | Svezia                      | 22  | 26      | 25     | 73     |
| 16        | Belgio                      | 20  | 18      | 11     | 49     |
| 17        | Portogallo                  | 17  | 9       | 4      | 30     |
| 18        | Svizzera                    | 15  | 9       | 13     | 37     |
| 19        | Rep. Ceca                   | 14  | 15      | 21     | 50     |
| 20        | Ucraina                     | 14  | 15      | 18     | 47     |
| 21        | Squadra Unificata           | 12  | 8       | 7      | 27     |
| 22        | Finlandia                   | 12  | 9       | 14     | 35     |
| 23        | Bielorussia                 | 9   | 9       | 9      | 27     |
| 24        | Grecia                      | 8   | 17      | 12     | 37     |
| 25        | Norvegia                    | 8   | 5       | 8      | 21     |
| 26        | Jugoslavia                  | 8   | 4       | 11     | 23     |
| 27        | Austria                     | 7   | 9       | 13     | 29     |
| 28        | Irlanda                     | 5   | 5       | 10     | 20     |
| 29        | Lettonia                    | 5   | 1       | 1      | 7      |
| 30        | Serbia                      | 4   | 1       | 4      | 9      |
| 31        | Turchia                     | 3   | 5       | 1      | 9      |
| 32        | Estonia                     | 3   | 0       | 3      | 6      |
| 33        | Danimarca                   | 2   | 2       | 2      | 6      |
| 34        | Azerbaigian                 | 2   | 2       | 1      | 5      |
| 35        | Slovacchia                  | 2   | 1       | 3      | 6      |
| 36        | Islanda                     | 2   | 0       | 4      | 6      |
| 37        | Atleti Neutrali Autorizzati | 2   | 0       | 1      | 3      |
| 38        | Slovenia                    | 1   | 7       | 2      | 10     |
| 39        | Cipro                       | 1   | 2       | 0      | 3      |
| 40        | Lituania                    | 1   | 1       | 1      | 3      |
| 41        | Israele                     | 1   | 0       | 1      | 2      |
| 42        | Albania                     | 1   | 0       | 0      | 1      |
| 43        | Croazia                     | 0   | 1       | 2      | 3      |
| 44        | Bosnia ed Erzegovina        | 0   | 1       | 0      | 1      |
| 45        | Armenia                     | 0   | 0       | 1      | 1      |
| 45        | Moldavia                    | 0   | 0       | 1      | 1      |
| Totale    | Totale                      | 869 | 868     | 862    | 2599   |